# Ivan Turnšek
Ivan Turnšek, slovenski častnik, * 30. junij 1966, Celje.

## Vojaška kariera
- povišan v majorja (14. maj 2002)
povišan v podpolkovnika (2005)
povišan v polkovnika (2015)